# Ambrogio Zuffi
Ambrogio Zuffi (Ferrara, 13 agosto 1833 – Ferrara, 9 gennaio 1922) è stato uno scultore e restauratore italiano.

## Biografia

### Formazione
Nato dal sarto Giuseppe e da Teresa Scacchi, studiò alla Scuola Comunale di Scultura sotto Giuseppe Ferrari. dove ricevette diversi premi alla Scuola d'Ornato tra il 1849 ed il 1854.
A fine anni cinquanta soggiornò a Roma (sino al 1860) ricevendo sussidi dal Comune ferrarese dal 1855 al 1857, perfezionandosi con la frequentazione dello studio di Pietro Tenerani (col quale collaborò) all'Accademia di San Luca accentuando la propria vena purista già nata in precedenza sotto il maestro Ferrari, anch'esso precedentemente allievo di Tenerani.

### Maturità
Tornato a Ferrara, iniziò a collaborare col Ferrari, inviando nel '59 tre busti al Comune ferrarese e realizzando svariate opere per lo stesso: il busto di Vittorio Emanuele II (1863, assieme a Camillo Torreggiani) e il modello di un monumento in gesso dedicato a Savonarola (1867, da porre nella Cella degli Uomini Illustri in Certosa) (ora dispersi) e le sculture Bacco indiano e Sansone e Dalila. 
Fu molto attivo come esecutore di busti e ritratti sia in marmo che in bronzo nonché per i comuni limitrofi a Ferrara. Nel 1879 si propose di insegnare gratuitamente Scultura al Civico Ateneo ferrarese (dopo esser stato nominato dalla Giunta nel marzo 1873 come sostituto di Conti, momentaneamente dimissionario, fino alla fine dell'anno accademico,  senza però entrare di ruolo visto il ripensamento dell'insegnante), dove la cattedra era rimasta sguarnita dopo la morte di Angelo Conti, ruolo che andò, però, al “rivale” Luigi Legnani, più titolato perché diplomato a Brera, dopo l'abbandono di Luigi Bolognesi, trasferitosi a Roma. Nello stesso anno, Zuffi donò al Comune un bassorilievo tripartito in marmo, dapprima su un muro del convento di San Domenico e da lui stesso staccato e poi collocato in Certosa. Nello stesso San Domenico, operò a più riprese: nel 1885 stese un preventivo per il trasloco del monumento Strozzi e ricollocò un portale da lì derivante, come secondo ingresso di Palazzo Schifanoia. Forse è suo l'angelo destro sulla facciata di Santa Maria in Vado lì posto tra fine ottocento e inizio novecento sostituendone uno settecentesco di Andrea Ferreri.
Nel 1902 donò 18 pregevoli incisioni, probabilmente antiche, alla Pinacoteca ferrarese mentre tre anni dopo lanciò un curioso appello, ovvero di non decorare eccessivamente le opere in Certosa per non danneggiare l'equilibrio delle opere presenti sulle tombe.
Spesso contrapposto dai committenti al collega Gaetano Davia, rispetto al quale, però, era meno “protetto” politicamente. Visse in Viale Cavour (ex Viale Giardini) sino al 1915 assieme alla moglie Filomena Busoli, sposata nel 1861 e successivamente con Elvira Carrà, sua giovane governante, sposata nel 1916. Il terreno e la relativa costruzione di abitazione con studio, gli furono concessi dal Comune nel 1869 al prezzo di circa 800 lire, in località poco distante dallo studio di Davia. Fu anche commerciante di marmi, con un negozio in via Spadari.
Nella sua bottega si formarono vari marmisti e modellatori quali Secondo e Cesare Banzi e il voghentino Virgilio Cestari.
Nel 1918 fu investito da una carretta militare, operando però sino all'ultimo, come riporta de Pisis nelle prose del 1920 La casa del vecchio scultore. Zuffi morì poi nel 1922 a Ferrara.

### Altre attività
Nel 1872 espose tre busti alle rassegne della Tisi Fu commissionato per diversi lavori di restauro tra cui nel 1875/76, oltre lavori in scagliola, il rifacimento della cordonata del basamento del Castello e quello della parte superiore della statua di Ariosto (1881) eseguita dai fratelli Vidoni, situata nell'omonima piazza. Nel 1885, nel cantiere allora in atto, uniformò la facciata della basilica rossettiana di San Francesco raccordandola a quelle laterali (da lui modellate) e collocando sulla fiancata sud il sarcofago dei giureconsulti Gherardo e Francesco Saraceni, rimosso dall'architrave della facciata principale e ridisegnando le facciate con gusto neo-rinascimentale. Nel 1885/86 eseguì i gradini per sette altari nella chiesa di Santo Stefano. Zuffi fu anche uno dei primi soci della Ferrariae Decus, probabilmente ne fu il primo socio artista e fu membro, nei suoi anni più tardi, della commissione volta a scegliere le opere da esporre nelle mostre permanenti a Palazzo dei Diamanti. Il 1888 lo vide impegnato nel restauro di Palazzo dei Diamanti rifacendone le candelabre ed il veroncino in angolo.
Nel 1891 stilò un elenco delle sculture antiche in Certosa bisognose di cure oltre a segnalare situazioni necessarie di interventi urgenti; inoltre avanzò la proposta di “ritirare” il bellissimo busto di Pio IX eseguito da Tenerani in bronzo fuso. Nello stesso anno, propose al Comune un “baratto”: in cambio di un'urna quattrocentesca derivante dal convento di San Domenico (vicino al quale aveva il proprio studio), chiese per sé una posta gratuita al cimitero e quindi di poter acquistare tre banchine in granito da collocare insieme al suddetto sarcofago, sulla terrazza della barriera di Porta Po ma la proposta non venne accettata.
Socio onorario dell'accademia di belle arti di Urbino, lo fu anche della Tisi, alla quale donò i busti di Vittorio Emanuele e Canonici, con mensola lignea eseguita da Ernesto Maldarelli.
Nel 1915 risulta governatore della venerabile arciconfraternita delle Sacre stimmate, dalla quale voleva togliersi contro il parere del cancelliere della Curia che voleva fargli proseguire l'incarico con l'assistenza di Ermanno Tibertelli, padre di Filippo de Pisis.

## Lo stile
Presumibilmente, più da Ferrari che da Tenerani, derivò il senso di “moto fermo” che caratterizzò le opere successive al periodo romano. Le sue opere più caratteristiche furono probabilmente i ritratti, collocabili tra tardo-canovianesimo (i busti di eroica nudità), Romanticismo di maniera (come nel medaglione dell'arch. Giuseppe Pividor), verismo fotografico (famiglia Strozzi), reviviscenze rinascimentali talora mescolate in ottica umbertina. Altre volte, rivela buone doti di introspezione psicologica, come nel medaglione Saroli (donato al Comune ed ora disperso) o i busti di Ferdinando Canonici e del pittore Gregorio Boari.

## Esposizioni
Nel 1854 partecipò alle mostre ferraresi con un bassorilievo Socrate e Alcibiade.
Nel 1865 chiese di esporre delle sue opere nella Sala della Scherma nel Municipio ferrarese. Partecipò a numerose esposizioni tra cui quelle a Palazzo dei Diamanti (1875) presentando otto busti. Il settembre/ottobre 1870 lo vide a Parma, in occasione del I° Congresso Artistico Italiano con un bassorilievo in scagliola raffigurante un Angelo portante un bambino e con un busto colossale raffigurante un Ritratto d'uomo.
Nel 1877 all'esposizione promossa dalla Società “Tisi” a Rovigo, portò due busti in gesso mentre nel 1861 fu all'Esposizione Nazionale di Firenze presentando il gesso, oltre a due bassorilievi, il David in atto di preparare la fionda senza, in quell'occasione, ricevere buoni riscontri.
Nel 1875 espose ritratti in gesso e marmo mentre nel '77 quelli di Giglioli e Prosperi, pregevoli per rassomiglianza mentre nel 1884 a Torino espose il busto in marmo della regina Margherita, esposto anche a Roma. Nel 1889 eseguì i busti in cotto di Fanciullo e Vecchio ed i modelli in marmo regalati al Re ed alla Regina rispettivamente nel 1880 e 1882.

## Opere
Svariate le opere nella Certosa di Ferrara, tra cui sepolcreti, busti e figure allegoriche:
- Gli angeli del Giudizio, all'ingresso[2]
- Tomba Bellonzi[7][17]
- Tomba Soldati[7][17]
- Medaglioni per la Tomba Borsari, assieme a Legnani[3][18]
- Tomba Vaccari[19]
- Tomba Casotti[10]
- Tomba Grossi[10]
- Auroritratto, Tomba Zuffi, con medaglione di Filomena Zuffi[8] e replica in marmo nell'atrio dell'ospizio-casa di riposo di cui fu benefattore[15]
- Quattro effigi marmoree per il Tempietto Trotti eretto da Luigi Boldini, 1858[15]

Nel 1872 eseguì la lapide nella casa natale di Benvenuto Tisi a Garofalo. Sempre in Polesine è il suo busto in gesso di re Vittorio Emanuele II, datato 1862 e conservato a Rovigo presso il Museo dei Grandi Fiumi.
Realizzò nel 1884 la lapide di Celio Calcagnini dopo il rifiuto da parte di Legnani e Davia a causa del basso compenso. Terminò il Mausoleo Sani iniziato da Giuseppe Ferrari. Col marmista Cesare Banzi, eseguì in stile neoclassico l'arco Saraceni (come pure il quietorio Omicioli e il monumento Bergamini) coppia operante sotto le direttive dell'arch. Francesco Bergamini, mentre nella Tomba Bergando, il busto maschile è di Davia mentre allo Zuffi spettò la parte decorativa.
Altre sue sculture sono riconducibili alle allegorie: la dolente del monumento Spampinato, la Medicina della Tomba 'Solimani, la Preghiera della Tomba Bonaccioli, Fede e Religione nella Fioravanti. Altri suoi soggetti furono a carattere religioso, come il Cristo benedicente della Tomba 'Casotti, l'Angelo della Resurrezione al centro del chiostro Ferrarini in Certosa, il San Francesco della Tomba Sutter e il medaglione Cristo che porta la croce (1872), recentemente ritrovato a Badia Polesine ed esposto l'anno successivo alle rassegne della Tisi.
Al Museo del Risorgimento e della Resistenza:
- Busto di Giuseppe Garibaldi, 1883, marmo, dapprima nell’antisala del Consiglio comunale[23] al contempo della commissione del Cavour a Luigi Legnani.[24][25]

Al Museo dell'Ottocento:
- David che scaglia la fionda, gesso eseguito a Roma nel 1859[26] e fuso in bronzo nel 1912 a Milano ed offerto in dono al Municipio di Ferrara per la Galleria Moderna di Belle Arti.[6]

A Casa Romei:
- Medaglione con ritratto di profilo di Borso d'Este, copia in gesso quasi identica all'originale del 1854 posto sulla tomba di Borso I d'Este in Certosa, dove rimase fino al 1881 e successivamente sostituito.[27]

A  Palazzo arcivescovile:
- Busto del Luigi Giordani, 1887[28][4] appena dopo la nomina a cardinale[14]

Sempre a Ferrara, a Schifanoia son conservati i busti della Famiglia Maffei e in Pinacoteca quello dell'arch. Ferdinando Canonici donato nel 1892 ed in gesso in Certosa nonché, probabilmente, un'altra versione donata alla Società Tisi, sempre in gesso.
In collezioni private, vi sono il Ritratto del figlio Giuseppino, a figura intera, il Ritratto del giovane R. e della madre Signora R., mentre nella collezione dell'ex Carife, il Busto d'uomo (1861, forse Gaetano Recchi).
In provincia di Ferrara:
- Il Cavour sul Palazzo Municipale, 1884, Portomaggiore[2][4][14]
- Re David e San Giovanni Evangelista, santuario della Pioppa, Ospitale di Bondeno.

A Pontelagoscuro nel 1891, il mausoleo Braghini (con busti, statue, cornici e lapide) ed un tempietto in memoria di Eugenio Turri.
Altresì è documentato un busto di Mazzini.